# En bevæget Bryllupsnat
En bevæget Bryllupsnat er en dansk stumfilm fra 1914, der er instrueret af William Augustinus efter manuskript af Edward Jacobsen.

## Handling
Denne artikel mangler et handlingsreferat. Hjælp os med at skrive det.